# Tobias Lindholm
Tobias Lindholm (Næstved, 5 de julio de 1977) es un director de cine y guionista danés.
Lindholm se graduó de la Escuela Nacional de Cine de Dinamarca en 2007. En 2010 debutó como guionista en la película Submarino de Thomas Vinterberg y más tarde en ese mismo año hizo su debut como director en el drama carcelario R. En 2011, junto con Michael Noer, ganó el premio Bodil a la mejor película danesa. Posteriormente recibió crédito como guionista en la película Jagten (2012) y en la serie de televisión danesa Borgen (2010-13). En septiembre de 2015, se dio a conocer que Lindholm iba a escribir el guion de un próximo drama sobre el Muro de Berlín, dirigido por Paul Greengrass.
Kapringen (2012) es el segundo largometraje de Lindholm como director, donde también se hizo cargo del guion. El largometraje se mostró en la sección Horizontes (Orizzonti) del Festival Internacional de Cine de Venecia de 2012. En 2015 se estrenó su tercer largometraje The War. Para los Premios Óscar de 2016, The War recibió una nominación para el Óscar a la mejor película internacional.
Lindholm dirigió la controvertida serie de televisión Efterforskningen (La Investigación). La serie se basa en la investigación del caso Submarine, en el cual la periodista sueca de 30 años Kim Wall fue asesinada por el inventor danés Peter Madsen. Peter Madsen no aparece directamente como personaje de la serie, sino que se centra en la investigación, y finalmente termina siendo él quien es condenado a cadena perpetua por el crimen de asesinato.

## Premios y distinciones
Premios Óscar
| Año  | Categoría                          | Película  | Resultado |
| ---- | ---------------------------------- | --------- | --------- |
| 2016 | Mejor película de habla no inglesa | La guerra | Nominado  |